# (33313) 1998 KJ60
1998 KJ60 (asteroide 33313) é um asteroide da cintura principal. Possui uma excentricidade de 0.09790220 e uma inclinação de 17.93174º.
Este asteroide foi descoberto no dia 23 de maio de 1998 por LINEAR em Socorro.